# Saga Airlines
Saga Airlines er et charterselskab, som har hovedkontor i Istanbul, Tyrkiet og som har charter destinationer.

## Historie
Flyselskabet blev grundlagt i 2004 og startede dets drivelse i juni 2004. Det er ejet af Abdulkadir Kolot, som også er selskabets formand.

## Flåde
Saga Airlines' flåde består af følgende fly (13. marts 2010) :